# جاك دالتون
جاك دالتون (بالإنجليزية: Jack Dalton)‏ هو لاعب كرة قاعدة أمريكي، ولد في 3 يوليو 1885 في هندرسون في الولايات المتحدة، وتوفي في 17 فبراير 1950 في بيتسبرغ في الولايات المتحدة.

## وصلات خارجية
- جاك دالتون على موقعبيزبول رفرنس.كوم (الدوري الرئيسي) (الإنجليزية)
- جاك دالتون على موقعبيزبول رفرنس.كوم (الدوري الثانوي) (الإنجليزية)